# Юго-Западный фронт (Гражданская война)

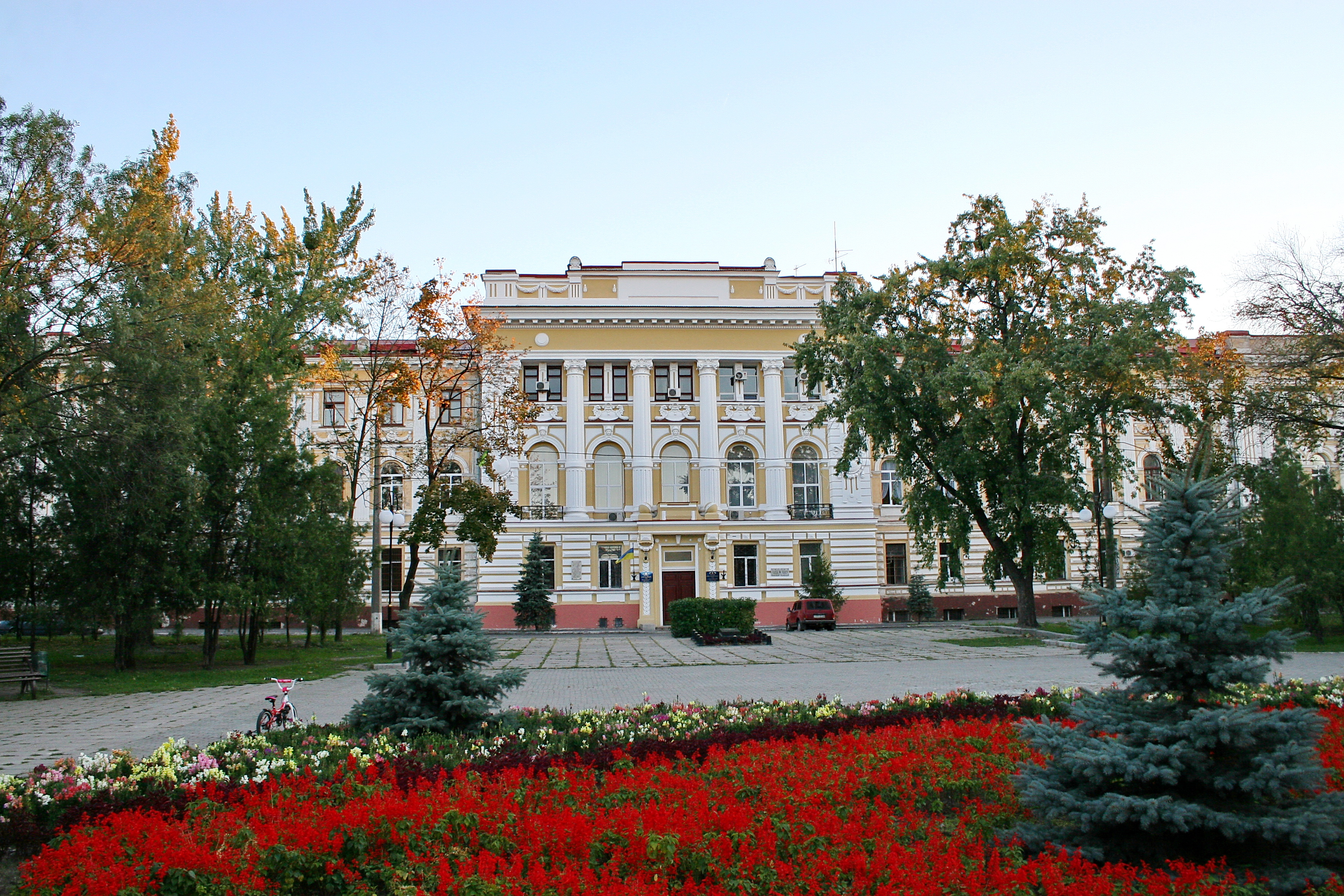
Здание в Харькове, в котором работали, в разное время, штабы Харьковского военного округа, Юго-Западного фронта и 18-й армии.

Юго-Западный фронт — оперативно-стратегическое объединение РККА во время Гражданской войны. Образован 10 января 1920 г. директивой Главкома Красной армии на базе Южного фронта. 5 декабря 1920 г. директивой Главкома Управление фронта слито с Управлением Киевского военного округа, в подчинение которого передавались все войска фронта.

## Состав
В состав Юго-Западного фронта входили:
- 12-я армия (10 января — 13 августа 1920 г.; 27 сентября — 25 декабря 1920 г.),
- 13-я армия (10 января — 21 сентября 1920 г.),
- 14-я армия (10 января — 31 декабря 1920 г.),
- 1-я Конная армия (17 апреля — 14 августа 1920 г.),
- 2-я Конная армия (16 июля — 25 сентября 1920 г.,
- 6-я армия (8—26 сентября 1920 г.),
- Украинская трудовая армия (30 января — 25 сентября 1920 г.)
- Гомельский УР (25 февраля — 17 марта 1920 г.).

В оперативном подчинении фронта находились силы Чёрного и Азовского морей под командованием Н. Ф. Измайлова. С 19 мая по 13 июня 1920 г. в составе фронта действовала Фастовская группа войск под командованием И. Э. Якира (44-я и 45-я сд и 3-й отряд Днепровской флотилии).

## Боевые действия
В январе — феврале 1920 года войска фронта‚ преследуя отступающие войска Деникина, успешно провели Одесскую операцию и 7 февраля заняли Одессу, к 1 марта вышли на линию Мозырь — Овруч — Коростень — Летичев — река Днестр, но попытки овладеть Крымом, где находились войска белой армии под командованием генерала Я. А. Слащёва, завершились неудачно.
Затем войска фронта действовали на двух стратегических направлениях — западном, против Польши, и крымском, против армии Врангеля. В апреле— мае 1920, ведя бои с наступавшими польскими войсками, они оставили Мозырь, Овруч, Коростень, Киев и отошли на левый берег Днепра. В мае — июне перешли в контрнаступление и успешно провели Киевскую операцию, после чего продолжали преследование противника в полосе от Полесья до Днестра. Затем в ходе Новоград-Волынской и Ровенской операций (июнь — июль) войска фронта нанесли поражение польским войскам и вышли на подступы к Люблину и Львову, но не смогли овладеть Львовом и в августе 1920 были вынуждены отступить. Также войска фронта вели борьбу с вооруженными отрядами С. Н. Булак-Балаховича, Петлюры, Б. В. Савинкова. 18 октября после заключения перемирия с Польшей боевые действия фронта были прекращены и войска отведены на государственную границу.
На крымском направлении под напором армии Врангеля в июне — июле войска фронта отошли на правый берег Днепра, вели оборонительные бои на рубеже Херсон, Никополь, Б. Токмак, Бердянск. В августе перешли в наступление и заняли Каховский плацдарм. В сентябре противник смог, потеснив войска левого крыла 1З-й армии, занять Александровск, Орехов, ст. Синельниково, создав угрозу Донбассу. В сентябре 1920 г. Крымский участок Юго-Западного фронта был выделен в самостоятельный Южный фронт (2-го формирования).

## Командный состав
Командующий:
- Егоров, Александр Ильич (10 января — 31 декабря 1920)

Члены РВС:
- Сталин, Иосиф Виссарионович (10 января — 17 августа 1920);
- Берзин, Рейнгольд Иосифович (10 января — 31 декабря 1920);
- Серебряков, Леонид Петрович (11 января — 5 февраля 1920);
- Владимиров, Мирон Константинович (11 января — 19 июня 1920);
- Раковский, Христиан Георгиевич (15 февраля — 9 октября 1920);
- Гусев, Сергей Иванович (3 сентября — 15 октября 1920);
- Аралов, Семён Иванович (21 ноября — 31 декабря 1920 г.).

Начальник штаба:
- Петин, Николай Николаевич